# Slavinia

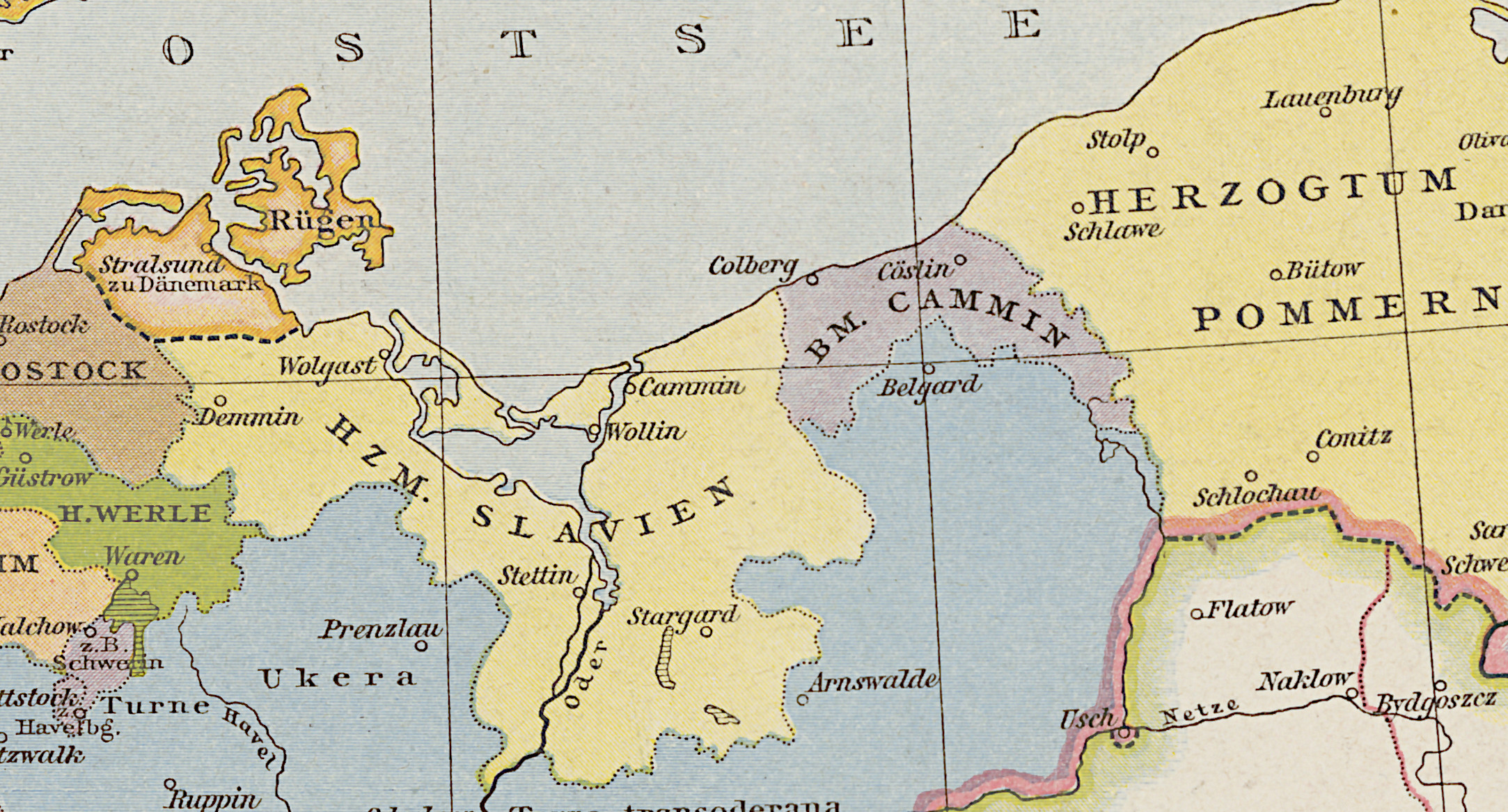
Slavinia el 1250

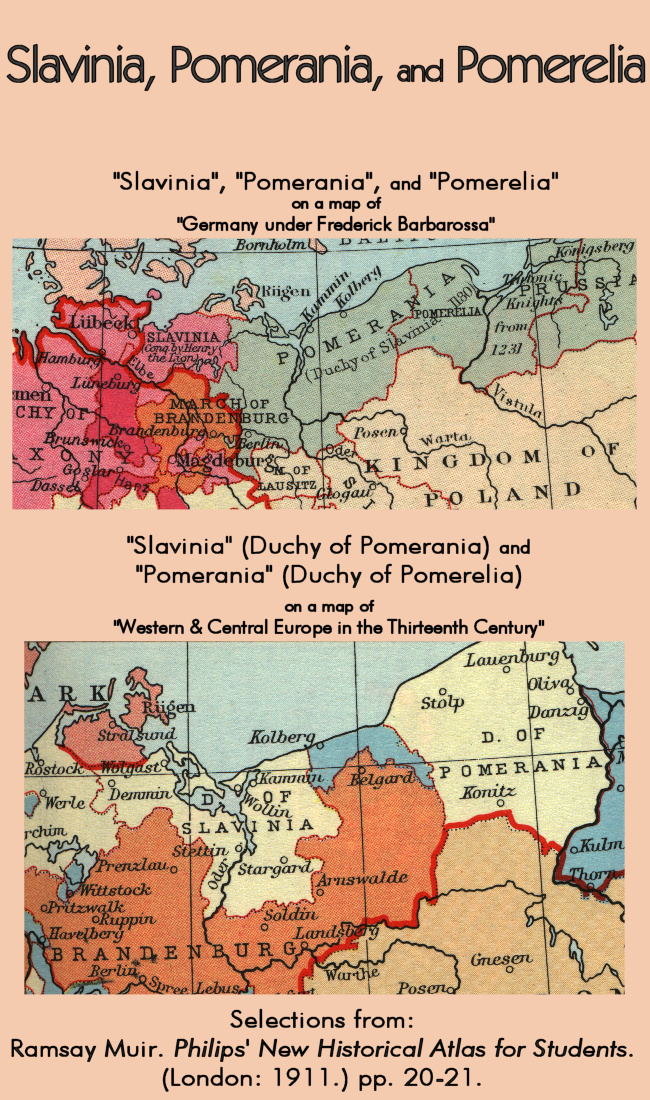
Slavinia, Pomerània i Pomerelia als segles i

Eslavínia (alemany: Slawien) és una regió històrica al voltant del delta del riu Oder i la llacuna de Szczecin a Pomerània. Forma part de les actuals Alemanya i Polònia, concretament de la Pomerània Occidental i de la Pomerània Central, i s'estén des del riu Peene a l'oest fins al Parsęta a l'est.

## Història
Des del 1156, el duc Griffin Bogusław I, fill gran del primer sobirà pomerànic Wartislaw I, va governar a Pomerània al voltant de Szczecin. Va lluitar contra el duc saxó Enric el Lleó en la batalla de Verchen de 1164, va ser derrotat i es va convertir en jutge d'Enric. Quan el 1180 Enric va ser deposat per l'emperador Frederic I del Sacre Imperi Romanogermànic, Bogusław va aparèixer al costat de l'emperador a prop de Lübeck i va ser enfeudat amb "Slavinia". Es desconeixen les fronteres exactes del territori ni la seva condició de propietat imperial. Quatre anys després, Bogusław es va haver de sotmetre al rei Canut VI de Dinamarca.
El terme ducat d'Eslavínia es va fer servir de vegades per a distingir el ducat Griffin de Pomerània, situat a la desembocadura de l'Oder i regit pels descendents del duc Wartislaw I de principis del segle xii, de les terres de Pomerèlia a l'est sota el domini del Samborides inicialment com a vassalls polonesos i també anomenat "Ducat de Pomerània" en aquell moment.
Els ducs Griffin van romandre sota el domini danès fins a la batalla de Bornhöved de 1227. Sota el govern del net de Bogusław Barnim I i els seus descendents durant l'Edat Mitjana, el Ducat de Pomerània es va germanitzar gradualment cultural i lingüísticament, a causa de la immigració dels pobladors alemanys al llarg del Ostsiedlung. Els descendents dels pobladors alemanys van ser substituïts per polonesos en acabar la Segona Guerra Mundial a la desembocadura de l'Oder i a l'est d'aquest riu, de manera que part de l'antiga Eslavínia torna a ser habitada per eslaus.